# Cầu Ludwig (München)
Ludwigsbrücke là một cầu đường bắt ngang qua sông Isar tại München, do 2 chiếc cầu nối tiếp nhau, nằm giữa là đảo Bảo tàng viện (Museumsinsel). 2 phần cầu này là cầu vòm làm bằng bê tông thép được bọc bởi đá thiên nhiên.

## Vị trí

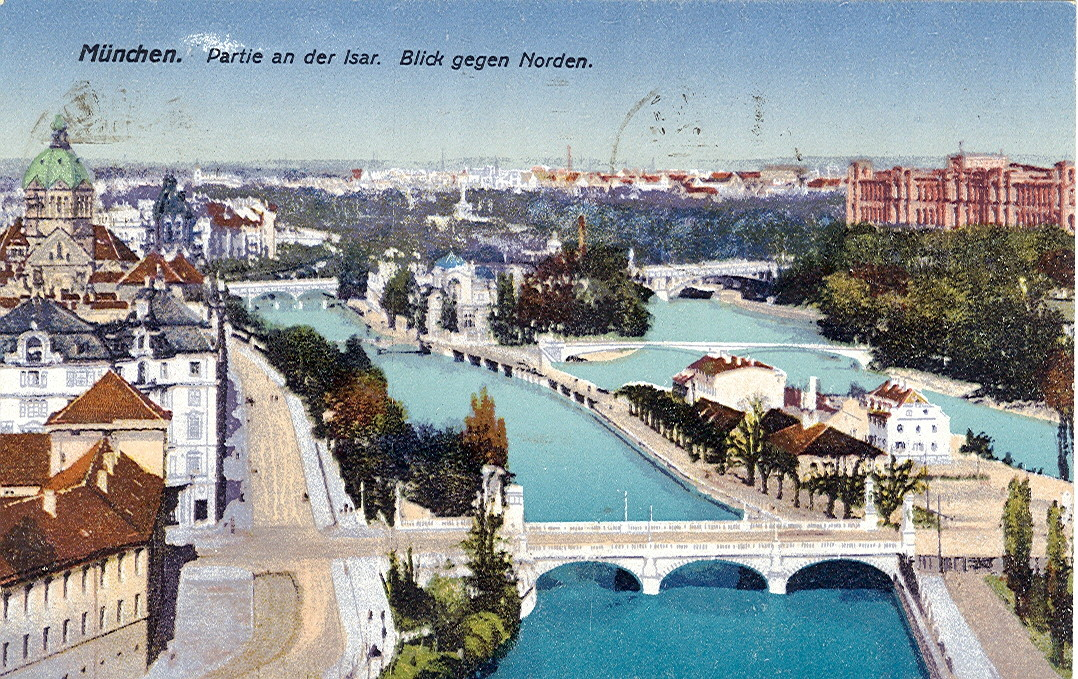
Hình năm 1918 với Cầu Ludwig Trong

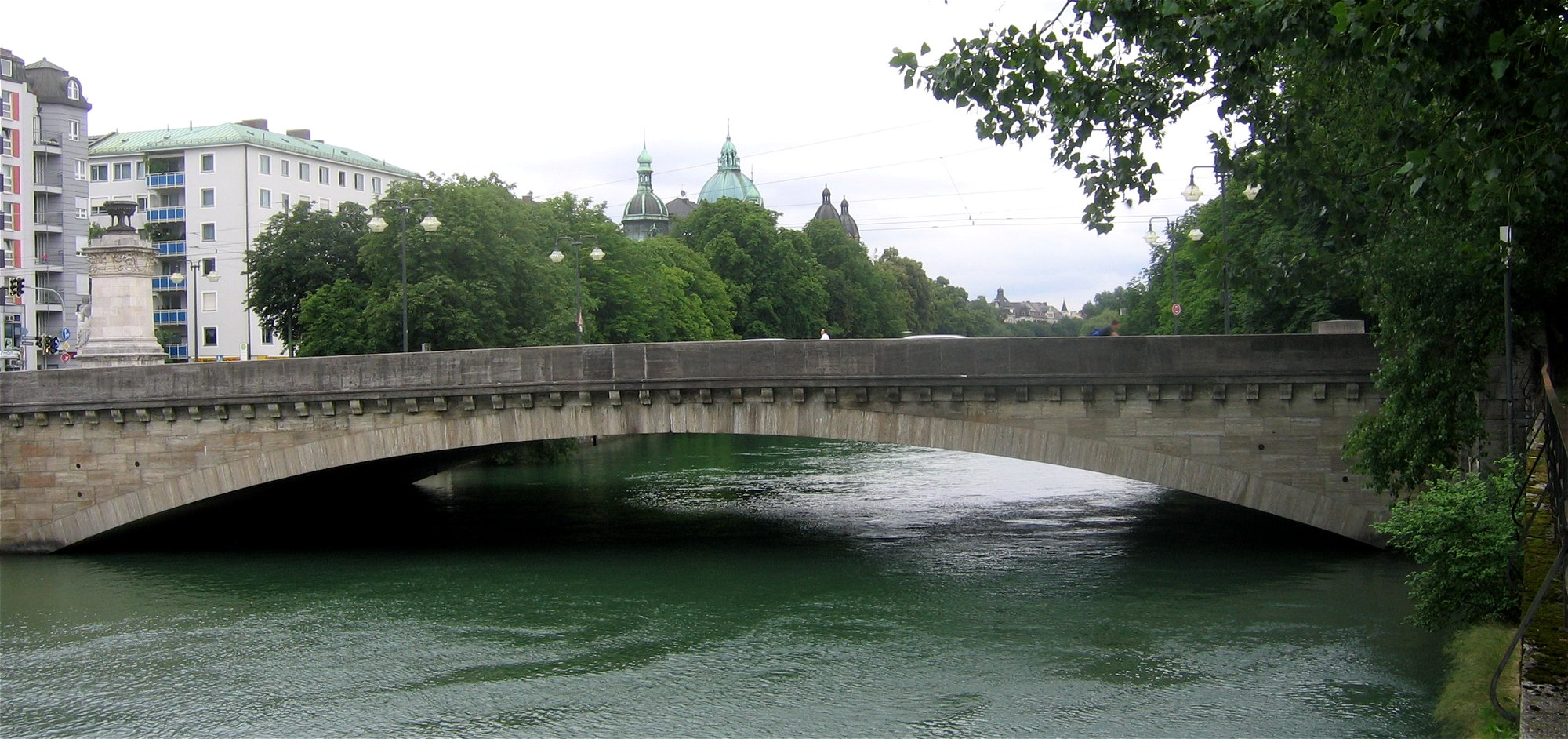
Cầu Ludwig Trong

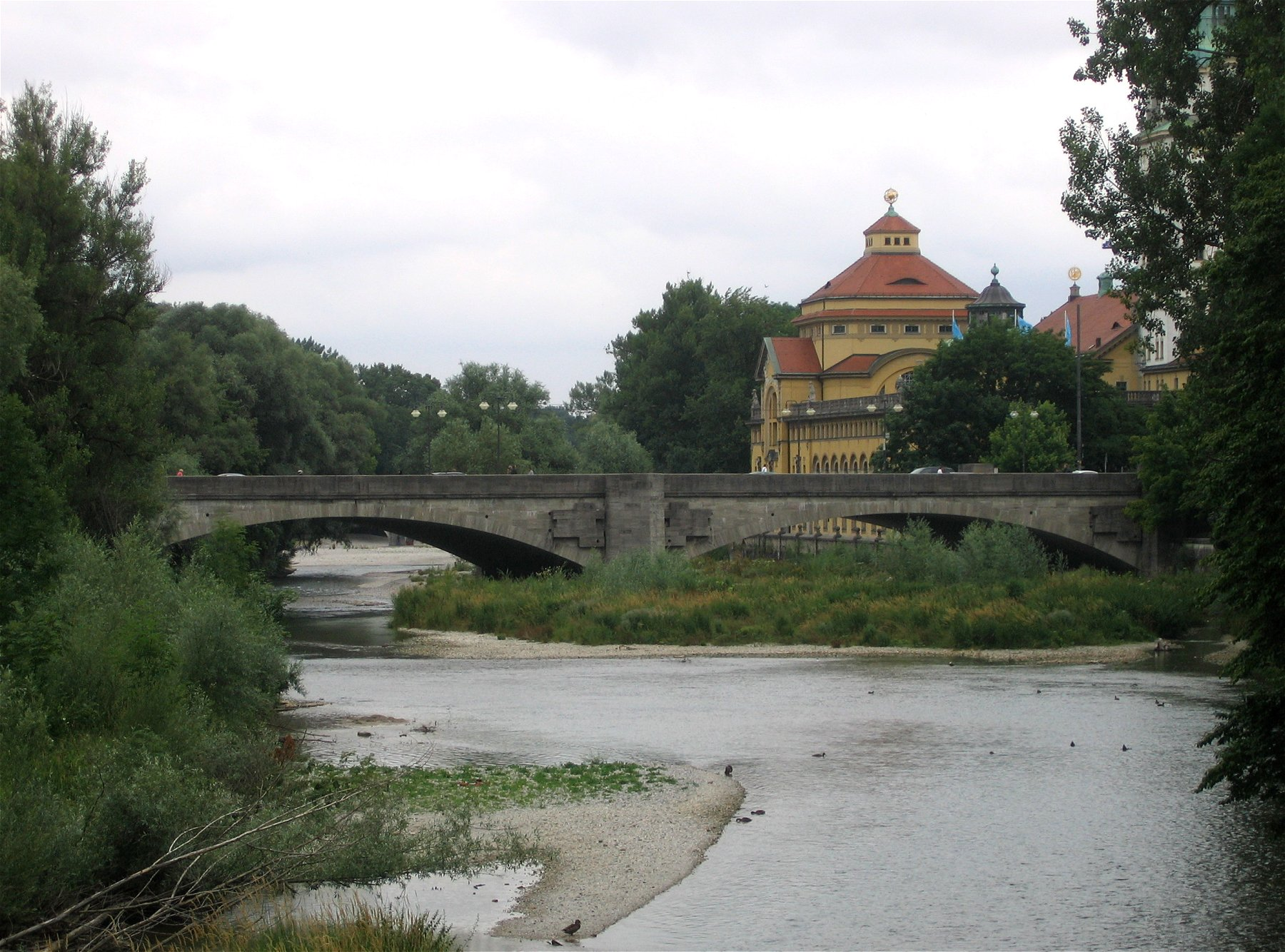
Cầu Ludwig Ngoài

Cầu Ludwig nối trung tâm thành phố với Haidhausen và Au. Từ Cổng Isar (Isartor), đường Zweibrücken dẫn tới phần đầu của cây cầu, gọi là cầu Ludwig Trong, mà chạy qua Große Isar tới đảo Bảo tàng viện, nơi có bảo tàng viện Đức. Còn phần thứ hai, cầu Ludwig Ngoài, dẫn từ đó qua Kleine Isar tới đường Rosenheimer Straße, từ đó sau vài thước tại Gasteig chẻ sang đường Innere Wiener Straße.

## Lịch sử

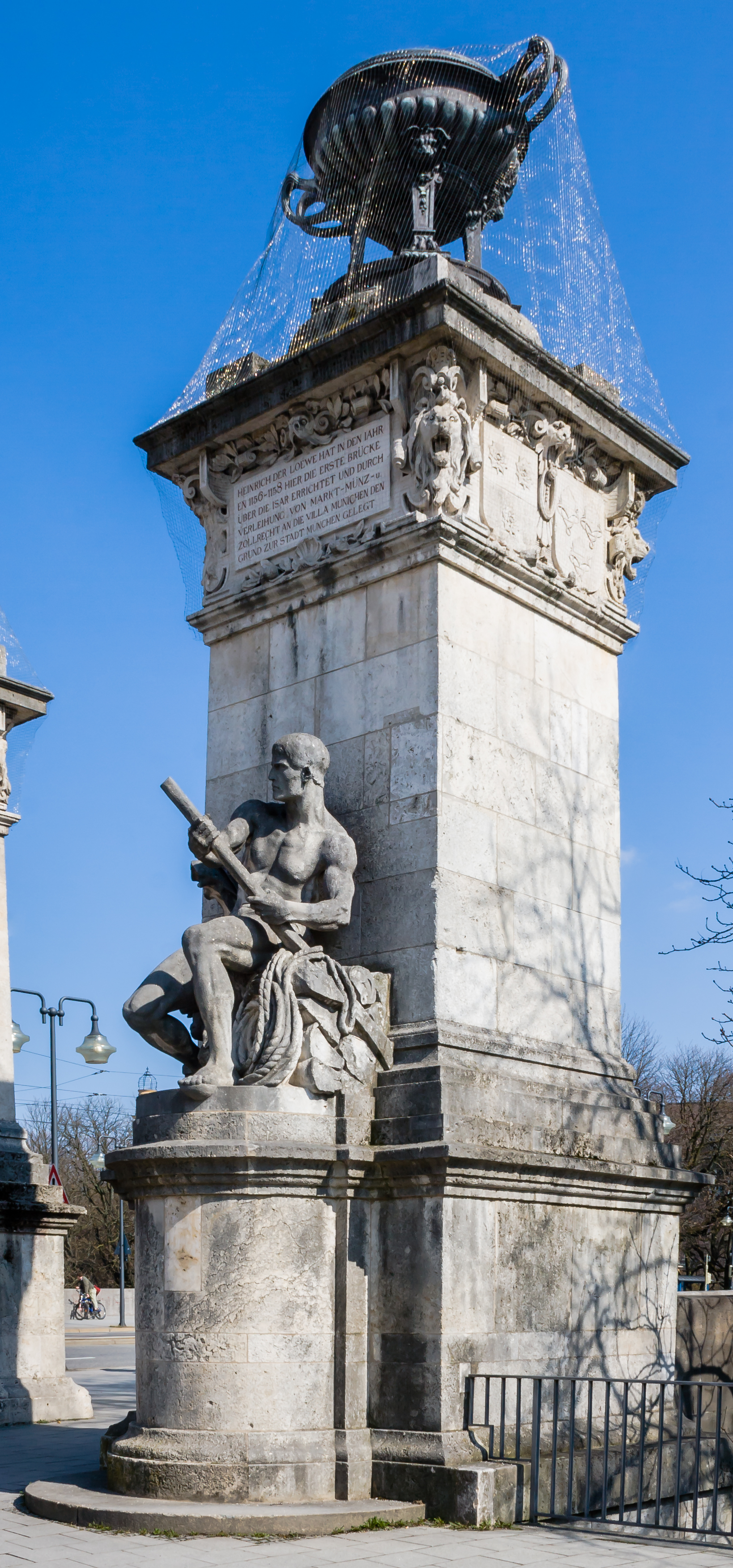
Tháp ở cổng cầu Ludwig Trong

Cầu Ludwig nằm ở một vị trí lịch sử quan trọng của thành phố München: Ở đây trước đó là cầu Isar, với cầu này Heinrich Sư tử vào năm 1158 đã chuyển con đường buôn bán muối qua cầu Isar tại Oberföhring về địa phận của mình. Cầu này quả thật có được dựng vào lúc đó, cùng lúc với việc lập nên thành phố München, hoặc là hàng hóa chuyển qua sông Isar tại một khúc cạn, vẫn chưa rõ, bởi vì trong Augsburger Schied vào năm 1158 không nhắc tới cầu Isar nào tại München, mãi cho tới năm 1180 trong Regensburger Schied. Sau khi cầu Föhringer bị tàn phá bởi Heinrich Sư tử, cầu tại München là cầu Isar duy nhất trong một thời gian lâu dài giữa Bad Tölz và Freising.

Cầu nguyên thủy là một cầu đơn giản, bằng gỗ, đóng cột băng qua sông, hồi đó chưa có cái đảo, mà chỉ hình thành trễ hơn nhiều. Qua nhiều trăm năm cầu bị nước lụt làm hư hại hoặc bị phá hủy phải xây trở lại. 
Vào năm 1705 một đảo bằng sỏi được hình thành tại đây, bây giờ là Museumsinsel, cho nên Große Isar chảy về phía Tây và về phía Đông của đảo là Kleine Isar và Auer Mühlbach. Giữa năm 1723 và 1725 một phần của cầu gỗ được thay thế bởi cầu Ngoài bắc qua Kleine Isar và rạch Auer Mühlbach. Các cột trụ giờ được bọc đá, phần trên vẫn bằng gỗ. Mãi cho tới thời giám đốc xây cất của thành phố Ignaz Anton Gunetzrhainer từ năm 1759-1764 tại cầu Isar Ngoài cầu vòm bằng đá mới được xây. Sau cái chết của Gunezrhainer vào năm 1764 vào năm 1767-1772 theo như phác họa của ông ta cầu Isar Trong cũng được xây mới với 3 vòng cầu đá.

## Sách báo
- Klaus Gallas: München. Von der welfischen Gründung Heinrichs des Löwen bis zur Gegenwart: Kunst, Kultur, Geschichte. DuMont, Köln 1979, ISBN 3-7701-1094-3 (DuMont-Dokumente: DuMont-Kunst-Reiseführer).
- Landeshauptstadt München (Hrsg.): Münchner Isarbrücken. Franz Schiermeier, München 2007, ISBN 978-3-9811425-1-8.
- Christine Rädlinger, Baureferat der Landeshauptstadt München (Hrsg.): Geschichte der Münchner Brücken. Brücken bauen von der Stadtgründung bis heute. Franz Schiermeier Verlag, München 2008, ISBN 978-3-9811425-2-5.
- Hermann Wilhelm: Krieger, Kaiser, Kaufleute - Die abenteuerliche Geschichte der Münchner Ludwigsbrücke(n). MünchenVerlag, München 2008, ISBN 978-3-937090-30-6 (Die Geschichte Münchens beginnt 1158 mit dem Bau der Ludwigsbrücke).